# Volumenverhältnis
Das Volumenverhältnis (Formelzeichen: ψ) ist gemäß DIN 1310 eine physikalisch-chemische Größe zur quantitativen Beschreibung der Zusammensetzung von Stoffgemischen/Mischphasen, eine sogenannte Gehaltsgröße. Es gibt das Verhältnis der Volumina zweier betrachteter Mischungskomponenten zueinander an.

## Definition und Eigenschaften
Das Volumenverhältnis ψij ist definiert als Wert des Quotienten aus dem Volumen Vi einer betrachteten Mischungskomponente i und dem Volumen Vj einer der anderen betrachteten Mischungskomponenten j:
{\displaystyle \psi _{ij}={\frac {V_{i}}{V_{j}}}}
Vi und Vj sind hierbei diejenigen Ausgangsvolumina, welche die Reinstoffe i bzw. j vor dem Mischvorgang bei gleichem Druck und gleicher Temperatur wie im Stoffgemisch einnehmen. Die Gehaltsgröße „Volumenverhältnis“ wird in der Regel nur dann benutzt, wenn die Reinstoffe vor dem Mischvorgang und die Mischphase denselben Aggregatzustand haben, in der Praxis also vor allem bei Gasgemischen und Mischungen von Flüssigkeiten.
Zur Vermeidung von Unklarheiten bei der Angabe von Volumenverhältnissen sind Zählerkomponente und Nennerkomponente stets zu spezifizieren, z. B. durch die angegebene Indexschreibweise. Eine Vertauschung von Zähler- und Nennerkomponente führt zum Kehrwert {\displaystyle \psi _{ji}={\tfrac {1}{\psi _{ij}}}={\tfrac {V_{j}}{V_{i}}}}. In Multikomponentengemischen lassen sich entsprechend viele Volumenverhältnisse formulieren: bei insgesamt Z Komponenten Z2 Stück, wenn die jeweiligen Kehrwerte und triviale Volumenverhältnisse wie {\displaystyle \psi _{ii}={\tfrac {V_{i}}{V_{i}}}=1} mitzählen (Variation mit Wiederholung), ansonsten {\displaystyle {\tbinom {Z}{2}}} Stück (Kombination ohne Wiederholung).
Im Unterschied zum Volumenverhältnis ψij, bei dem das Ausgangsvolumen einer betrachteten Mischungskomponente i auf das Ausgangsvolumen einer anderen betrachteten Mischungskomponente j bezogen ist, wird bei der Gehaltsgröße Volumenanteil  φi die Summe der Ausgangsvolumina aller Mischungskomponenten als Bezug genommen, bei der Volumenkonzentration σi das tatsächliche Endvolumen der Mischphase, das sich bei nichtidealen Mischungen infolge Volumenverminderung (Volumenkontraktion) oder Volumenvergrößerung (Volumendilatation) beim Mischvorgang von der Summe der Ausgangsvolumina aller Mischungskomponenten unterscheiden kann (siehe Exzessvolumen).
Als Quotient zweier dimensionsgleicher Größen ist das Volumenverhältnis genauso wie der Volumenanteil und die Volumenkonzentration eine Größe der Dimension Zahl und kann Zahlenwerte ≥ 0 annehmen. Es kann als eine reine Dezimalzahl ohne Maßeinheit angegeben werden, alternativ auch mit Zusatz eines Bruchs gleicher Einheiten (m3/m3 oder l/l), ggf. kombiniert mit Dezimalpräfixen (z. B. ml/l), oder mit Hilfsmaßeinheiten wie Prozent (% = 1/100), Promille (‰ = 1/1.000) oder parts per million (1 ppm = 1/1.000.000). Hierbei ist jedoch die veraltete, nicht normgerechte, aber trotzdem häufig zu findende Angabe Volumenprozent (Abk. Vol.-%) zu vermeiden. Bei Nichtvorhandensein der Mischungskomponente i (also wenn Vi = 0) ergibt sich der Minimalwert ψij = 0. Bei Nichtvorhandensein der Mischungskomponente j (Vj = 0, wenn beispielsweise kein Gemisch, sondern ein Reinstoff i vorliegt) ist das Volumenverhältnis ψij nicht definiert.
Der Wert des Volumenverhältnisses für ein Stoffgemisch gegebener Zusammensetzung ist – wie bei allen anderen volumenbezogenen Gehaltsgrößen (Konzentrationen einschließlich Volumenkonzentration, Volumenanteil) auch – im Allgemeinen temperaturabhängig, so dass zu einer eindeutigen Angabe des Volumenverhältnisses daher auch die Nennung der zugehörigen Temperatur gehört. Grund hierfür sind (bei isobarer Temperaturänderung) Unterschiede in den thermischen Raumausdehnungskoeffizienten γ der beiden betrachteten Mischungskomponenten. Bei idealen Gasen ist der Raumausdehnungskoeffizient γ jedoch einheitlich (Kehrwert der absoluten Temperatur T: {\displaystyle \gamma _{\text{ideales Gas}}={\tfrac {1}{T}}}), so dass bei Mischungen idealer Gase das Volumenverhältnis nicht temperaturabhängig ist. Bei Mischungen realer Gase ist die Temperaturabhängigkeit meist gering.

## Zusammenhänge mit anderen Gehaltsgrößen
In der folgenden Tabelle sind die Beziehungen des Volumenverhältnisses ψij mit den anderen in der DIN 1310 definierten Gehaltsgrößen in Form von Größengleichungen zusammengestellt. Dabei stehen Mi bzw. Mj für die jeweiligen molaren Massen, ρi bzw. ρj für die jeweiligen Dichten der Reinstoffe i bzw. j (bei gleichem Druck und gleicher Temperatur wie im Stoffgemisch).
|                           | Massen-… | Stoffmengen-… | Teilchenzahl-… | Volumen-…                                                       |
| ------------------------- | --- | --- | --- | --------------------------------------------------------------- |
| …-anteil                  | Massenanteil w | Stoffmengenanteil x                                                                                               | Teilchenzahlanteil X                                                                                              | Volumenanteil φ                                                 |
| …-anteil                  | {\displaystyle \psi _{ij}={\frac {w_{i}}{w_{j}}}\cdot {\frac {\rho _{j}}{\rho _{i}}}}                                   | {\displaystyle \psi _{ij}={\frac {x_{i}}{x_{j}}}\cdot {\frac {M_{i}}{M_{j}}}\cdot {\frac {\rho _{j}}{\rho _{i}}}} | {\displaystyle \psi _{ij}={\frac {X_{i}}{X_{j}}}\cdot {\frac {M_{i}}{M_{j}}}\cdot {\frac {\rho _{j}}{\rho _{i}}}} | {\displaystyle \psi _{ij}={\frac {\varphi _{i}}{\varphi _{j}}}} |
| …-konzentration           | Massenkonzentration β                                                                                                   | Stoffmengenkonzentration c                                                                                        | Teilchenzahlkonzentration C                                                                                       | Volumenkonzentration σ                                          |
| …-konzentration           | {\displaystyle \psi _{ij}={\frac {\beta _{i}}{\beta _{j}}}\cdot {\frac {\rho _{j}}{\rho _{i}}}}                         | {\displaystyle \psi _{ij}={\frac {c_{i}}{c_{j}}}\cdot {\frac {M_{i}}{M_{j}}}\cdot {\frac {\rho _{j}}{\rho _{i}}}} | {\displaystyle \psi _{ij}={\frac {C_{i}}{C_{j}}}\cdot {\frac {M_{i}}{M_{j}}}\cdot {\frac {\rho _{j}}{\rho _{i}}}} | {\displaystyle \psi _{ij}={\frac {\sigma _{i}}{\sigma _{j}}}}   |
| …-verhältnis              | Massenverhältnis ζ | Stoffmengenverhältnis r                                                                                           | Teilchenzahlverhältnis R                                                                                          | Volumenverhältnis ψ                                             |
| …-verhältnis              | {\displaystyle \psi _{ij}=\zeta _{ij}\cdot {\frac {\rho _{j}}{\rho _{i}}}}                                              | {\displaystyle \psi _{ij}=r_{ij}\cdot {\frac {M_{i}}{M_{j}}}\cdot {\frac {\rho _{j}}{\rho _{i}}}}                 | {\displaystyle \psi _{ij}=R_{ij}\cdot {\frac {M_{i}}{M_{j}}}\cdot {\frac {\rho _{j}}{\rho _{i}}}}                 | {\displaystyle \psi _{ij}}                                      |
| Quotient Stoffmenge/Masse | Molalität b | Molalität b | |                                                                 |
| Quotient Stoffmenge/Masse | {\displaystyle \psi _{ij}=b_{i}\cdot M_{i}\cdot {\frac {\rho _{j}}{\rho _{i}}}} (i = gelöster Stoff, j = Lösungsmittel) | | |                                                                 |
| Quotient Stoffmenge/Masse | spezifische Partialstoffmenge q                                                                                         | | |                                                                 |
| Quotient Stoffmenge/Masse | {\displaystyle \psi _{ij}={\frac {q_{i}}{q_{j}}}\cdot {\frac {M_{i}}{M_{j}}}\cdot {\frac {\rho _{j}}{\rho _{i}}}}       | | |                                                                 |

Summiert man für alle Mischungskomponenten die Volumenverhältnisse ψzi zu einer fixen Mischungskomponente i, so erhält man den Kehrwert des Volumenanteils der fixen Mischungskomponente i (Stoffgemisch aus insgesamt Z Komponenten, Index z als allgemeiner Laufindex für die Summenbildung, Einbeziehung des trivialen Volumenverhältnisses {\displaystyle \psi _{ii}={\tfrac {V_{i}}{V_{i}}}=1} in die Summe):
{\displaystyle \sum _{z=1}^{Z}\psi _{zi}=\sum _{z=1}^{Z}{\frac {V_{z}}{V_{i}}}={\frac {1}{\varphi _{i}}}}
Da das molare Volumen Vm eines Reinstoffes gleich dem Quotienten aus dessen molarer Masse M und Dichte ρ ist (bei gegebener Temperatur und gegebenem Druck), können die in vorstehender Tabelle mehrfach gleichartig auftretenden Terme (Verhältnis der molaren Massen multipliziert mit dem inversen Verhältnis der Dichten) auch ersetzt werden durch das Verhältnis der molaren Volumina:
{\displaystyle {\frac {M_{i}}{M_{j}}}\cdot {\frac {\rho _{j}}{\rho _{i}}}={\frac {V_{\mathrm {m} ,i}}{V_{\mathrm {m} ,j}}}}
Handelt es sich bei den Mischungskomponenten i und j um ideale Gase, so sind die molaren Volumina gleich groß und deren Verhältnis ist folglich gleich eins. Daraus folgt mit obiger Tabelle, dass bei Mischungen idealer Gase die Werte von Volumenverhältnis ψij und Stoffmengenverhältnis rij bzw. Teilchenzahlverhältnis Rij gleich sind:
{\displaystyle \psi _{ij}=r_{ij}=R_{ij}{\text{ für ideale Gase }}i,j}

## Beispiel: Mischung aus Alkohol und Wasser
Stellt man eine Mischung aus gleichen Massen reinen Ethanols und Wassers her, so haben in der entstandenen Mischung beide Stoffe einen Massenanteil w von 0,5 = 50 %, das Massenverhältnis ζ beträgt 1. Mit den Dichten ρ der Reinstoffe bei 20 °C folgt für den Wert des Volumenverhältnisses bei 20 °C:
{\displaystyle \psi _{\mathrm {Ethanol/Wasser} }=\zeta _{\mathrm {Ethanol/Wasser} }\cdot {\frac {\rho _{\mathrm {Wasser} }}{\rho _{\mathrm {Ethanol} }}}=1\cdot {\frac {0{,}998\ \mathrm {g\cdot cm^{-3}} }{0{,}789\ \mathrm {g\cdot cm^{-3}} }}=1{,}26}